# 4633 (1988 AJ5)
4633 (1988 AJ5) је астероид главног астероидног појаса са средњом удаљеношћу од Сунца која износи 3,182 астрономских јединица (АЈ).
Апсолутна магнитуда астероида је 12,9.